# Sri Lanka-gråtoko
Sri Lanka-gråtoko (latin: Ocyceros gingalensis) er en næsehornsfugl, der lever på Sri Lanka.